# Beira Baixa
Die Beira Baixa ist eine portugiesische Subregion im Südosten der Region Centro. Im Jahr 2021 verzeichnete die Subregion 80.710 Einwohner und eine Bevölkerungsdichte von 17 Einwohnern pro km2. Die Subregion hat eine Fläche von 4.614 km2, welche sich in 6 Kreise und 59 Gemeinden unterteilen lässt. Die Hauptstadt der Subregion ist die Stadt Castelo Branco, die mit 52.291 Einwohnern in der gesamten Gemeinde und 34.471 Einwohnern im Stadtgebiet die größte Stadt der Subregion ist. Sie grenzt im Nordwesten an die Subregion Região de Coimbra, im Norden an die Subregion Beiras e Serra da Estrela, im Osten an Extremadura (Spanien), im Süden an die Subregion Alto Alentejo und im Südwesten an die Subregion Médio Tejo.

Die Subregion gliedert sich in 6 Kreise:
| Kreis               | Anzahl Gemeinden | Einwohner (2021) | Fläche km² | Dichte Einw./km² | LAU- Code | Distrikt       |
| ------------------- | ---------------- | ---------------- | ---------- | ---------------- | --------- | -------------- |
| Castelo Branco      | 19               | 52.272           | 1.438,18   | 36               | 0502      | Castelo Branco |
| Idanha-a-Nova       | 13               | 8.355            | 1.416,33   | 6                | 0505      | Castelo Branco |
| Oleiros             | 10               | 4.904            | 471,08     | 10               | 0506      | Castelo Branco |
| Penamacor           | 9                | 4.768            | 563,72     | 8                | 0507      | Castelo Branco |
| Proença-a-Nova      | 4                | 7.167            | 395,40     | 18               | 0508      | Castelo Branco |
| Vila Velha de Ródão | 4                | 3.285            | 329,91     | 10               | 0511      | Castelo Branco |
| Beira Baixa         | 59               | 80.751           | 4.614,62   | 17               | 16H       | –              |

Beira Baixa war von 1936 bis 1976 eine der elf Provinzen Portugals. Sie existiert heute noch in der Umgangssprache oder in historisch begründeten Begriffen, etwa dem Namen der Eisenbahnlinie Linha da Beira Baixa.
Castelo Branco war die Hauptstadt der Provinz, die im Wesentlichen den heutigen Distrikt Castelo Branco umfasste, dazu je einen Concelho (Kreis) von Coimbra (Pampilhosa da Serra) und Santarém (Mação). Sie bildete mit der nördlich angrenzenden Beira Alta und der westlich angrenzenden Beira Litoral die bis heute häufig noch Beiras genannte Region. Ihre südlichen Nachbarn waren die Provinzen Ribatejo im Südwesten und Alto Alentejo im Süden. Im Osten grenzte sie an die spanischen Provinzen Cáceres und Salamanca.
Die Beira Beixa geht – anders als die gebirgige, zerklüftete Beira Alta – zum Süden hin zunehmend ins flache und trockenere Alentejo über.
In Abgrenzung zur Küstenregion Beira Litoral (dt.: Küsten-Beira) werden bis heute die Beira Alta und die Beira Baixa zusammen auch als Beira Interior (dt.: Innere Beira) bezeichnet, die im Gegensatz zur Küstenregion als strukturschwach und von starker ländlicher Abwanderung betroffen gilt.
Die Bezeichnung Beira (dt. etwa: Randgebiet, Grenzgebiet oder auch Ufer) geht auf die Zeit der Reconquista zurück, als hier umkämpftes Grenzgebiet zum Herrschaftsbereich der Mauren war. Aus dieser Zeit, und aus den anschließenden Kämpfen um die Unabhängigkeit Portugals gegen die spanischen Nachbarn, rühren die zahlreichen mittelalterlichen Burgen und von Granitstein dominierten Burgdörfer der Beira Interior. Durch die Abgeschiedenheit und den, im Unterschied zum Küstengebiet behutsamen, Fortschritt konnten sich hier in vielen Gebieten Traditionen stärker halten, etwa in Gastronomie, Volkstanz, Volksmusik, und überlieferten Legenden.